# 南埃瓦索恩吉罗河

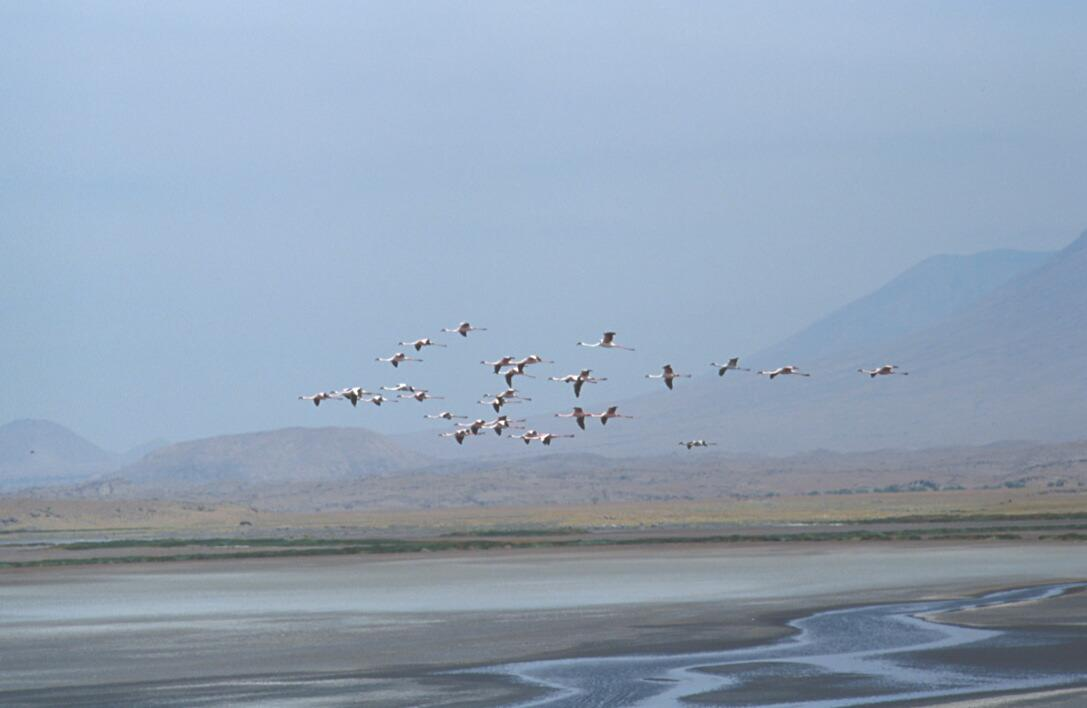
湖内的火烈鸟

南埃瓦索恩吉罗河是位于肯尼亚东非大裂谷的一条河。它对納特龍湖的生态环境具有重要作用，而此处正是近危物种小火烈鸟的主要繁殖地。改变河流的水源处或入湖之前所经沼泽的土地用途，可能对这一物种造成严重影响。这条河曾经直接流入湖中，但在最近的地质时期它已被苏穆普火山所形成的地壘阻碍。